# Wlodzimierz Krzyzanowski
Włodzimierz Bonawentura Krzyżanowski (né le 8 juillet 1824 à Rożnowo et mort le 31 janvier 1887 à New York) est un ingénieur, homme politique et militaire américain d'origine polonaise.
Noble polonais, il participe à l'insurrection de Grande-Pologne contre la Prusse en 1848 et quitte la Pologne pour les États-Unis. Pendant la guerre de Sécession, il s'enrôle dans l'Union Army, recrute une compagnie d'immigrants et devient colonel du 58th New York Volunteer Infantry Regiment (en), un régiment d'immigrés notamment polonais.
Lors de la bataille de Gettysburg en juillet 1863, Krzyżanowski aide à repousser une attaque des Louisiana Tigers sur les défenses de l'Union au sommet de Cemetery Hill.
Après la guerre, il occupe plusieurs postes gouvernementaux.